# Mahide
Mahide do Aliste (Mahide) é um município da Espanha na província de Zamora, comunidade autónoma de Castela e Leão, de área 108,82 km² com população de 446 habitantes (2007) e densidade populacional de 4,1 hab/km².
| Variação demográfica do município entre 1991 e 2007 | Variação demográfica do município entre 1991 e 2007 | Variação demográfica do município entre 1991 e 2007 | Variação demográfica do município entre 1991 e 2007 | Variação demográfica do município entre 1991 e 2007 | Variação demográfica do município entre 1991 e 2007 | Variação demográfica do município entre 1991 e 2007 |
| --------------------------------------------------- | --------------------------------------------------- | --------------------------------------------------- | --------------------------------------------------- | --------------------------------------------------- | --------------------------------------------------- | --------------------------------------------------- |
| 1991                                                | 1996                                                | 2001                                                | 2004                                                | 2005                                                | 2006                                                | 2007                                                |
| 651                                                 | 602                                                 | 526                                                 | 493                                                 | 482                                                 | 466                                                 | 446                                                 |